# BioScience
BioScience — щомісячний рецензований науковий журнал, який видається Oxford University Press від імені Американського інституту біологічних наук. Заснований у 1964 році, і йому передував AIBS Bulletin (1951—1963).
Журнал публікує літературні огляди поточних досліджень у біології, а також есе та розділи для дискусій з питань освіти, державної політики, історії біології та теоретичних питань.

## Реферування та індексування
Журнал реферується та індексується в MEDLINE / PubMed (1973—1979), в Science Citation Index, Current Contents/Agriculture, Biology & Environmental Sciences, The Zoological Record та BIOSIS Previews Відповідно до Journal Citation Reports, імпакт-фактор журналу на 2020 рік становив 8,589.